# RTL 2
آر تي إل 2 (بالألمانية: RTL II) هي قناة تلفزيونية ألمانية تابعة لمجموعة آر تي إل (RTL Group)، تأسست في 6 مارس 1993، ويقع مقرها في مدينة ميونيخ.

## تاريخ شعار القناة

1993 - 1996
1996 - 1999
1999 - 2002
2002 - 2009
2009 - أغسطس 2011 و منذ 2 فبراير 2015
منذ 2 فبراير 2015

## وصلات خارجية
- الموقع الرسمي (بالألمانية)